# Friedrich von Hagedorn
Friedrich von Hagedorn (Hamburgo, 23 de abril de 1708-íd., 28 de octubre de 1754) fue un poeta alemán del Rococó, hermano mayor del coleccionista y teórico del arte Christian Ludwig von Hagedorn (1712-1780).

## Biografía
Hijo de un acaudalado embajador danés en Hamburgo, hombre muy versado en ciencia y arte, dado que este dejó a la familia una fortuna escasa, la madre solo pudo garantizar a sus dos hijos una crianza y educación adecuadas con gran dificultad. Así, Hagedorn empezó en 1726 a estudiar derecho en Jena contrayendo no pocas deudas, y a los tres años tuvo que interrumpir sus estudios y huir de los acreedores. Pasó dos años en Londres como secretario del embajador danés Henrik Frederik von Söhlenthal antes de volver a su ciudad natal, donde tras humillarse primero en el ínfimo trabajo de ayo, al fin alcanzó cierta bonanza económica como secretario de una empresa comercial inglesa, de la que recibió una retribución suficiente como para poder dedicar sus ratos libres a la literatura. En su ciudad natal, Hagedorn se convirtió en el centro de un círculo de escritores y artistas, ejerciendo una influencia beneficiosa en el desarrollo de su gusto. Su hermano Christian Ludwig Hagedorn (1713-1780), desde 1763 fue director general de la Academia de las Artes de Sajonia y escribió Betrachtungen über die Malerei (1762), que influyó mucho en las visiones estéticas de su época.
Gran admirador de la literatura francesa, Hagedorn disfrutó como poeta de una gran fama en todo el siglo XVIII en contraste con Albrecht von Haller. Mientras que este último le dio a la poesía alemana una nobleza severa, Hagedorn aportó gracia, flexibilidad, elegancia. Wieland lo llama "el Horacio de Alemania". Formado en el estudio de los clásicos grecolatinos y de los escritores ingleses y franceses, imitó especialmente a estos últimos, en especial a autores de poemas ligeros como Chapelle y Chaulieu, cuyas finas y delicadas bromas epigramáticas trató de llevar a su grave nación. Se llamaba a sí mismo "libertino", pero era uno de esos libertinos para quienes el placer es una forma de sabiduría, esto es, un epicúreo. En 1737 se casó con la hija de un sastre inglés; el matrimonio quedó sin hijos. Hagedorn vivió un estilo de vida disoluto con un alto consumo de comida, bebida y tabaco, por lo que una imagen conservada del poeta a los 30 años muestra a un hombre gordo e hinchado. Sufría mucho de gota y más tarde también sufrió problemas respiratorios y cardíacos, insomnio, parálisis e hinchazones y varices en las piernas. Pero el culto a la voluptuosidad no lo desvió de géneros de poesía más severos, morales, didácticos y satíricos. Hagedorn mantuvo contactos amistosos con colegas famosos como Friedrich Gottlieb Klopstock , Ludwig Gleim y Johann Jakob Bodmer. También Gotthold Ephraim Lessing lo visitaba ocasionalmente. Aunque él mismo no era rico, apoyó a los poetas jóvenes pobres con recomendaciones y recaudando fondos.

## Obras
Hagedorn transvasó temas antiguos, franceses y, sobre todo, ingleses en sus Fabeln und Erzählungen / Fábulas e historias (1738), y en sus anacreónticas Oden und Liedern / Odas y canciones (1742–1752). Formalmente, sus obras se pueden dividir en fábulas, canciones, poemas didácticos y epigramas. Su poesía se mantiene simple (verso alterno, estrofas fácilmente cantables) y sus ideales estilísticos huyen del barroquismo.
Programáticamente, sus poemas se alejan del miedo a la vida y el rechazo del mundo del barroco. En el primer plano de su poesía se encuentran el ansia de amor y el disfrute del vino y la poesía, pero también los principios morales, que, sin embargo, siguen las máximas horacianas prodesse et delectare (aprovechar y entretener). Su particular afición por los poetas antiguos (Safo, Anacreonte, Virgilio y, en especial, Horacio), cuyas obras admiraba, le labraron al principio una reputación de imitador. Hoy, sin embargo, Hagedorn es considerado uno de los primeros ilustrados y un pionero del rococó literario en Alemania, cuyo sello distintivo caracteriza sus obras.
Sus planteamientos parecían entonces originales, así como la pureza de su estilo: El erudito, 1741; La felicidad, 1743 ; Amistad, poemas didácticos, Cuentos en verso al estilo de La Fontaine y una sátira, El sabio. Hagedorn también tuvo éxito cultivando el epigrama, pero en lo que es más recordado es como fabulista, imitando a Jean de La Fontaine; algunas de ellas las tradujo al español Juan Eugenio Hartzenbusch. Tomó sin embargo el marco, la forma y el tono en la fábula adoptado por Lessing y toda su escuela y lo siguió. Sin embargo, los extranjeros apreciaban poco el mérito de Hagedorn. Madame Germaine de Staël dijo de él, como de Gellert, de Weiße etc., que “sus obras eran sólo un francés pesado; nada original, nada que se ajustara al genio natural de su nación". Sus versos debieron gran parte de su popularidad a la ciencia del ritmo, variado con gran arte y curiosamente trabajado. Algunas piezas todavía están en la memoria de muchos alemanes hoy.

## Ediciones
Fueron publicadas unas Obras completas (Hamburgo, 1800), 5 vols. en octavo, al cuidado de J. J. Eschenburg.
- Versuch einiger Gedichte, Hamburgo, 1729
- Versuch in poetischen Fabeln and Erzählungen; Hamburgo, 1738
- Sammlung neuer Oden und Lieder, Hamburgo, 1742
- Moralische Gedichte, Hamburgo, 1750